# Fife Fancy

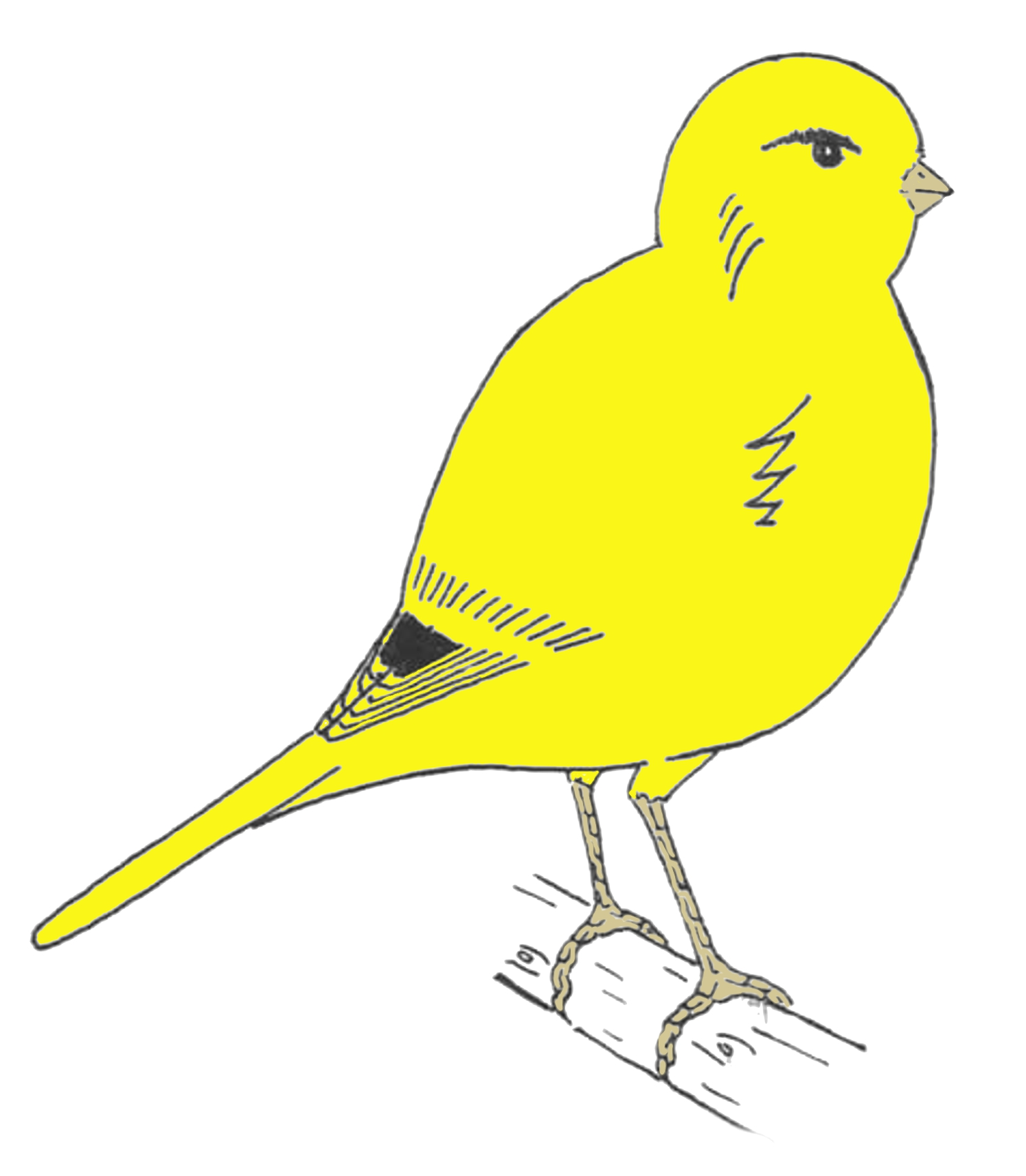
Standardbild Fife Fancy

Der Fife Fancy ist eine glatt befiederte Positurkanarienrasse, die in Schottland entstand. Die Hauptmerkmale sind die geringe Größe, ein gut proportionierter Körper, ein leuchtendes, seidiges Gefieder in gleichmäßiger Ausfärbung und eine elegante Haltung. Der Fife ist in allen Kanarienfarben, einschließlich der Schecken, außer in Rot, zugelassen.

## Geschichte
Der Fife Fancy gehört zu den neueren Positurkanarienrassen und hat eine gut dokumentierte Geschichte, die eng mit der Entwicklung des Border Fancy verbunden ist.
Nach dem Zweiten Weltkrieg wurden die Border Fancies immer größer, was nicht allen Züchtern gefiel. Sie wollten die ursprüngliche Größe erhalten oder wieder herstellen. Den Regeln folgend, musste dazu eine neue Rasse bestimmt werden. Der schottische Züchter Walter Lumsden beschloss, aus den Border Fancies wieder das ursprünglich „kleine Juwel“ (wee gam) herauszuzüchten und war der Begründer dieser Rasse.
Er und vier weitere Züchter gründeten 1957 in Kirkcaldy den „Fife Miniatur Canary Club“, der 1958 zum „Fife Fancy Canary Club“ umbenannt wurde.
Der Name „Fife“ leitet sich vom schottischen „council areas fife“ (frühere Grafschaft Fifeshire) ab, die Heimat von Walter Lumsden. Das Wort „Fancy“ wird bei einigen englischen Rassen verwendet und kann viele Bedeutungen haben, bei Kanarien steht es für „Schick, Zierde“.
Nach acht Jahren waren die Züchter dem schon sehr nahegekommen. Der Durchbruch gelang jedoch erst 1973 auf der UK National Show im Alexandra Palace in London, denn dort stellte Walter Lumsden, in Zuchtgemeinschaft mit seinem Sohn David, mit einem Fife Fancy den besten Vogel der Schau. Danach nahm das Interesse an der Rasse ungemein zu und der Fife wurde eine der beliebtesten Rassen in Großbritannien. Auch international hat dieser kleine, wendige, lebhafte und sehr fruchtbare Vogel die Herzen der Vogelliebhaber erobert.

## Haltung und Zucht

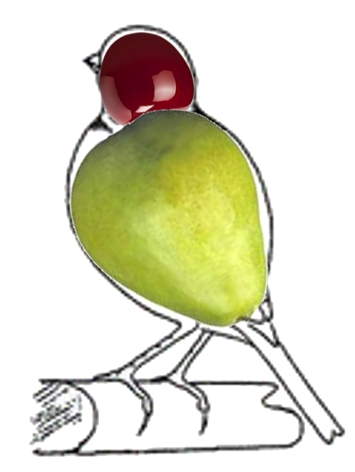
Die Gestalt des Fife Fancy lässt sich vergleichen mit einer Kirsche auf einer Birne

Im Gegensatz zum Border Fancy soll der Fife Fancy nicht größer als 4¼ Inch (= 10,79 cm, ~ 11,0 cm) sein. Der Körper muss kurz und gedrungen sein, wirkt aber etwas langgestreckter als der Border. Die ideale Form beschreiben die Briten mit „a cherry on a pear“ (eine Kirsche auf einer Birne).
An die Haltung und Fütterung stellt der Fife Fancy keine anderen Ansprüche als andere Positur- oder Farbenkanarien. Er ist ein robuster und fruchtbarer Kanarienvogel.
Zu beachten ist, dass er reichlich luteinhaltiges Grünfutter angeboten wird, um die gelbe Lipochromfarbe optimal ausbilden zu können. Im Heimatland wird auf künstliche Futterzusätze, die die Ausbildung der gelben Farbe unterstützen, verzichtet. Man geht davon aus, dass die brillante Farbe nur durch geschickte Zuchtauslese beeinflusst wird.
Der Fife Fancy ist in seinem Wesen keck, neugierig und wird schnell zutraulich und zahm. Betritt man eine Voliere können sie auf dem Kopf oder Schulter landen und man muss aufpassen, wo man hintritt, da sie kaum flüchten. Diese Wesensmerkmale sind es wohl auch, denen der Fife seine so große Beliebtheit zu verdanken hat.